# گم‌شده در فضا (فیلم)
گم‌شده در فضا (انگلیسی: Lost in Space) فیلمی در ژانر اکشن، علمی–تخیلی و ماجراجویی به کارگردانی استیون هاپکینز است که در سال ۱۹۹۸ منتشر شد.

## بازیگران
- گری اولدمن
- ویلیام هرت
- مت له بلانک
- میمی راجرز
- هدر گراهام
- لیسی چابرت
- جک جانسون
- جرد هریس
- آنجلا کارترایت
- دیک تافلد
- ادوارد فاکس
- جان شاریان
- جون لوکارت
- لنی جیمز
- مارتا کریستن
- مارک گدارد